# Tagme

Les trois tagmata d'un trilobite : céphalon, thorax et pygidium.

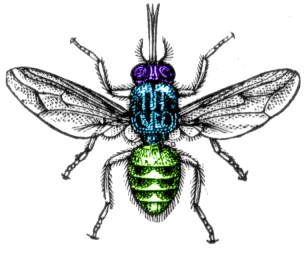
Les trois tagmes d'un insecte : tête, thorax et abdomen.

En biologie animale, un tagme (pluriel tagmata ou tagmes) est chez certains animaux l'appellation d'une région morphologiquement distincte et spécialisée dans des fonctions (locomotion, mastication, reproduction, perception sensorielle), région qui résulte du regroupement de segments articulés ou métamères soit par fusion (comme dans la tête d'un insecte ou d'un mammifère où cette fusion se traduit par la perte des membranes articulaires), soit par la jonction de segments qui restent mobiles et indépendants (comme dans l'abdomen de la plupart des insectes). L'altération fonctionnelle de la métamérie, appelée tagmose ou tagmatisation, est en lien avec l'adaptation aux milieux de vie très diversifiés. Cette tagmatisation « induit un remaniement du système nerveux ganglionnaire vers des centres nerveux (fusion de ganglions) spécialisés pour les grandes fonctions » vitales (nutrition, relation, reproduction).
C'est un terme utilisé en classification zoologique et systématique qui s'applique habituellement à l'embranchement des arthropodes, mais est valable pour d'autres embranchements, comme les chordés. 

## Étymologie
Du grec τάγμα, tagma, « ordre, division ».

## Utilisation en systématique
Il évoque le regroupement au sein d'un organisme de fonctions, par exemple les sens dans le cas de la tête (tagme céphalique, témoin d'une céphalisation) ou la reproduction dans le cas de l'abdomen. Ce terme est utilisé chez les espèces marquant une évolution entre des structures homo-métamériques (métamères homonomes des annélides qui sont identiques) et des structures hétéro-métamériques (métamères somatiques hétéronomes des arthropodes qui n'ont pas la même structure de base).
La classification en tagme permet une séparation en trois parties du corps des insectes tête-thorax-abdomen et en deux parties chez les crustacés décapodes céphalothorax-abdomen. Plus généralement, les trois tagmes caractéristiques des arthropodes sont le prosome, mésosome et métasome.

## Tagmose ou tagmatisation
Le processus évolutif qui crée les tagmes est connu sous le terme de tagmose ou tagmatisation qui est une forme extrême d'hétéronomie engendrée par les gènes Hox et les autres gènes du développement.